# Rokocin (gromada)
Rokocin – dawna gromada, czyli najmniejsza jednostka podziału terytorialnego Polskiej Rzeczypospolitej Ludowej w latach 1954–1972.
Gromady, z gromadzkimi radami narodowymi (GRN) jako organami władzy najniższego stopnia na wsi, funkcjonowały od reformy reorganizującej administrację wiejską przeprowadzonej jesienią 1954 do momentu ich zniesienia z dniem 1 stycznia 1973, tym samym wypierając organizację gminną w latach 1954–1972.
Gromadę Rokocin z siedzibą GRN w Rokocinie utworzono – jako jedną z 8759 gromad na obszarze Polski – w powiecie starogardzkim w woj. gdańskim na mocy uchwały nr 23/III/54 WRN w Gdańsku z dnia 5 października 1954. W skład jednostki weszły obszary dotychczasowych gromad Rokocin, Koteże, Sumin i Sucumin ze zniesionej gminy Starogard w tymże powiecie. Dla gromady ustalono 18 członków gromadzkiej rady narodowej.
31 grudnia 1961 z gromady Rokocin wyłączono część wsi Nowa Wieś Rzeczna, włączając ją do miasta Starogardu Gdańskiego w tymże powiecie.
1 stycznia 1962 siedzibę gromady Rokocin przeniesiono z Rokocina do miasta Starogardu Gdańskiego w tymże powiecie, zachowując jednak nazwę gromada Rokocin; równocześnie do gromady Rokocin z siedzibą w Starogardzie Gdańskim włączono miejscowości Krąg i Żabno z gromady Kokoszkowy z siedzibą w Starogardzie Gdańskim w tymże powiecie.
1 stycznia 1970 do gromady Rokocin włączono część obszaru miasta Starogard Gdański (116,34 ha) w tymże powiecie.
1 stycznia 1972 gromadę zniesiono, a jej obszar włączono do gromady Kokoszkowy z siedzibą w Starogardzie Gdańskim w tymże powiecie.